# Anisodes fulgurata
Anisodes fulgurata là một loài bướm đêm trong họ Geometridae.